# Wendy Kesselman
Wendy Kesselman (n. 1940) este o dramaturgă americană.

## Biografie
Wendy Kesselman s-a alăturat Actors Theatre of Louisville în 1980. Ea locuiește în Wellfleet, Massachusetts.

## Premii
Ea a câștigat în 1981 Premiul Susan Smith Blackburn pentru piesa de teatru My Sister in this House.

## Lucrări
- Becca, 1977
- Maggie Magalita. Samuel French, Inc. 1987. ISBN 978-0-573-69017-4., 1980
- Merry-Go-Round, 1981
- My Sister In This House. Samuel French, Inc. 1988. ISBN 978-0-573-61872-7., 1981[8]
- I Love You, I Love You Not, 1982
- The Juniper Tree: A Tragic Household Tale. Samuel French, Inc. 1985. ISBN 978-0-573-61113-1., 1982
- Cinderella In A Mirror, 1987
- The Griffin, And The Minor Cannon, 1988
- A Tale Of Two Cities, 1992
- The Butcher's Daughter, 1993
- The Diary Of Anne Frank, 1997 (adaptare)[9][10]
- The Last Bridge, 2002[11]
- The Notebook. Dramatists Play Service, Inc. 2004. ISBN 978-0-8222-1906-4.[12]
- The Black Monk, 2008[13]
- Olympe And The Executioner

### Scenarii de film
- I Love You, I Love You Not, 1997
- Sister, My Sister, 1994[14]

## Recenzii
My Sister in This House a lui Wendy Keselman începe ca o satiră rece și neagră a vieții burgheze provinciale, se transformă în povestea macabră a unei iubiri homosexuale incestuoase și se termină cu o explozie a violenței în stil Grand Guignol. Dacă această piesă vi se pare inconfortabilă chiar așa este și așa vrea să fie. Subiectul domnișoarei Kesselman este represiunea - socială, sexuală, religioasă și politică - și devastarea pe care o provoacă victimelor sale. Sentimentele autoarei sunt atât de puternice încât ea va da foc teatrului dacă asta e ceea ce este nevoie pentru ca publicul să-i observe punctul de vedere.

## Legături externe
- Wendy Kesselman, doollee Arhivat în 3 martie 2016, la Wayback Machine.
- Charlie Rose Interview Arhivat în 5 decembrie 2010, la Wayback Machine.
- "Making Young Audiences Think: The Case for Playwright Wendy Kesselman", Lowell Swortzell, Youth Theatre Journal, v3 n4 p3-5 Spr 1989